# Ordre d'Alcántara
Pour les articles homonymes, voir Alcantara.
L’ordre d’Alcántara, initialement appelé Ordre ou Chevaliers Saint-Julien-de-Pereiro (San Julián del Pereiro),  est un ordre militaire hispanique fondé au XIIe siècle.

## Histoire

### Naissance et implantation de l’ordre
L’ordre tire son origine d'une confrérie militaire fondée entre 1154 et 1166, dans le diocèse de Ciudad Rodrigo en Estrémadure aux confins du Portugal, à côté d'un ermitage, par des nobles de Salamanque, à l’imitation des Templiers, dans le but de défendre la région contre les Maures,. Il s'agit peut-être des deux premiers Grands Maîtres qui se sont inspirés des conseils d’un ermite. 
La confrérie est reconnue en 1176 dans une concession du roi Ferdinand II de León. En décembre de la même année, elle est confirmée comme ordre religieux et militaire par le pape Alexandre III. En 1183, une bulle pontificale de Lucius III lui donne la règle de Cîteaux, sous la juridiction spirituelle de l'abbaye de Morimond. À cette époque, le sceau de l'ordre représente un poirier aux racines dénudées. Il semble que dès avant 1187 le nouvel ordre soit soumis à l'autorité de l’ordre de Calatrava.  
En 1218, le roi de León, Alphonse IX, donne la forteresse d’el-Kantara (Alcántara), prise en 1213 aux Almohades, à l’ordre de Calatrava. L'éloignement des bases de l'ordre de Calatrava rend difficile la tâche de ses chevaliers, en particulier l'envoi de renforts en cas de nécessité. Alphonse IX décide alors de confier le château à l'ordre de San Julián del Pereiro, sous le contrôle de Calatrava. Cette soumission à l'ordre de Calatrava fait l’objet de tensions qui ne s'apaisent qu'avec l’obtention par les frères de participer à l’élection du maître de Calatrava. L'ordre garde l'habit blanc utilisé par Calatrava (l'habit est lié à la règle cistercienne) et le poirier cède la place à la croix fleurdelysée. L'ordre installe son siège dans la forteresse et prend progressivement le nom d'ordre d’Alcántara, officialisé en 1253. L'établissement initial de San Julián del Pereiro devient une commanderie.
L'ordre participe activement à la lutte contre les Maures et, après s'être illustré lors de sa création à Ciudad Rodrigo contre les Almohades, à la guerre contre les Maures en Estrémadure aux côtés du roi Alphonse VIII de Castille, prend une part active à la prise du château d'Almeida (avec l'Ordre de Santiago), à la prise de Badajoz (1230) entre autres… 
L'ordre contrôle deux territoires (partidas) situés dans ce qu'on appelait la Transierra (région historique aujourd'hui partagée entre l'Estrémadure et le León) : la partida d'Alcántara, au nord du Tage et au sud de ce fleuve jusqu'aux terres d’Albuquerque, et la partida de la Serena, au sud du fleuve Guadiana, autour des forteresses de Benquerencia et de Magacela. L’ordre mène une politique active de repeuplement et est donc amené à concéder de nombreux fueros. L'expansion des territoires de l’ordre et les revenus qu'il en tire l'amènent à entrer en conflit avec ses voisins, en particulier les évêchés de Coria et de Badajoz.

### L’ordre et la politique
Le pouvoir royal castillan, régulièrement en butte à des mouvements séditieux de la noblesse, cherche en permanence à instrumentaliser l’ordre et n'aura de cesse de placer des hommes sûrs à sa tête. Cette volonté devient particulièrement aigüe au XIVe siècle aux débuts de la dynastie des Trastamare qui profitent de l'affaiblissement de la papauté lors du Grand Schisme pour obtenir l'autorisation du souverain pontife de nommer le grand maître de l’ordre. Henri II de Castille et son successeur Jean Ier n'ont guère le loisir de profiter de cette autorisation et l’ordre d'Alcántara, sortant de son légitimisme habituel, prend le parti nobiliaire contre le pouvoir royal.
Au XVe siècle, l’ordre prend le parti des infants d'Aragon contre le roi Jean II de Castille. Après la défaite de cette faction en 1451 face au connétable de castille Álvaro de Luna, le maître Juan de Sotomayor est déposé. Dans les guerres civiles qui se succèdent en Castille dans la deuxième moitié du XVe siècle, l’ordre est constamment impliqué et il n'est pas rare que des frères soutenant des partis différents en viennent à s'affronter.

### L’ordre sous contrôle royal
Le pape Innocent VIII, indéfectible soutien des Rois catholiques, donne à ces derniers la responsabilité de l’ordre en cas de vacance dans la maîtrise. En juin 1501, son successeur Alexandre VI les désigne comme administrateurs perpétuels de l’ordre.
L'ordre participe, comme les autres ordres ibériques, à la prise du Royaume de Grenade en 1492, qui signe la fin de la Reconquista.
Enfin, une bulle d'Adrien VI rattache l'ensemble des ordres militaires espagnols à la Couronne.
En 1546, l'obligation de chasteté des chevaliers est levée; en contrepartie, l'ordre s'engage à défendre le dogme de l'Immaculée Conception.
Les biens de l'ordre sont confisqués en 1808 sur instructions de Joseph Bonaparte pendant son bref règne espagnol, pour lui être restitués en 1814 par Ferdinand VII d'Espagne, et sont définitivement sécularisés par Pascual Madoz (cinquième désamortissement). L'ordre est supprimé par la Première République espagnole en 1873 puis rétabli en 1875 en accord avec la papauté. Depuis cette date, l'ordre est une simple décoration personnelle remise par le roi d'Espagne pour services rendus d'ordre militaire.

## Liste des Grands Maîtres de l'ordre[1]
- Gómez Fernández Barrientos (v. 1175-v. 1200),
 prieur puis Grand Maître à partir de 1183
- Benito Suárez (1200-1216)
- Nuño Fernández (1218-1219)
- Diego García Sánchez (1219-1227)
- Arias Pérez (1227-1234)
- Pedro Yáñez (1234-1254)
- García Fernández de Barrantes (1254-1284)
- Fernando Páez (1284-1292)
- Fernando Pérez Gallego (1292-1298)
- Gonzalo Pérez (1298-1316)
- Rodrigo Vázquez (1316-1318)
- Suero Pérez Maldonado (1318-1335)
- Rodrigo Pérez Maldonado (1335-1337)
- Gonzalo Martínez de Oviedo (1337-1339)
- Nuño Chamizo (1339-1343)
- Per Alonso Pantoja (1343-1345)
- Pedro Yáñez de Campo (1345)
- Fernando Pérez Ponce de León (1346-1355)
- Diego Gutiérrez de Ceballos (1355)
- Suero Martínez Aldama (1356-1362)
- Gutierre Gómez de Toledo (1362-1365)
- Martín López de Córdoba (1365-1369)
- Melendo Suárez (1369-1370)
- Rodrigo Díaz de la Vega (1370-1375)
- Diego Martínez (1375-1383)
- Diego Gómez Barroso (1384)
- Gonzalo Nuñez de Guzmán (1384-1385)
- Martín Yáñez de Barbudo (1385-1394)
- Fernando Rodríguez de Villalobos (1394-1408)
- Sanche d’Aragon et de Castille (1408-1416)
- Juan de Sotomayor (1416-1431)
- Gutierre de Sotomayor (1432-1453)
- Gómez de Cáceres y Solís (1458-1473)
- Alfonso de Monroy (1473-1477)
- Juan de Zúñiga (1477-1494)
- Rois d'Espagne à partir de 1501

## Héraldique
Armes de l'ordre ; La croix fleur-de-lysée de sinople